# Samhah
Samhah (سمحة en árabe) es una isla a las orillas del mar Arábigo perteneciente a Yemen. Se encuentra entre la isla grande de Socotra y Somalia. Tiene una extensión de 40 km² por lo que es la más pequeña de las tres islas habitadas del grupo, después de la principal isla de Socotra y Abd al Kuri. Mide 12 kilómetros de largo y 6,8 kilómetros de ancho. Tiene unos 100 habitantes en un pueblo en la parte oeste de la costa norte. Samhah y su vecina Darsah (17 km al este) se conocen colectivamente como Al Ikhwan (Los Hermanos). Junto con esta, se encuentra en el distrito de Qulansiyah wa 'Abd-al-Kūrī.